# Santo Antônio de Barra Alegre
Santo Antônio de Barra Alegre é um povoado situado no distrito de Barra Alegre, no município fluminense de Bom Jardim.
É vizinho à Vila de São Pedro da Serra, sede do 7° Distrito de Nova Friburgo.
Em Barra Alegre está situada a Pedra Aguda, um notável monumento natural da região de Barra Alegre.